# Caldas da Rainha
Caldas da Rainha ('kaɫdɐʃ dɐ ʁɐ'iɲɐ) è un comune portoghese di 50.917 abitanti (2021) situato nella subregione di Ovest, in provincia di Estremadura, mentre nel centro abitato vivono circa 30.426 abitanti.

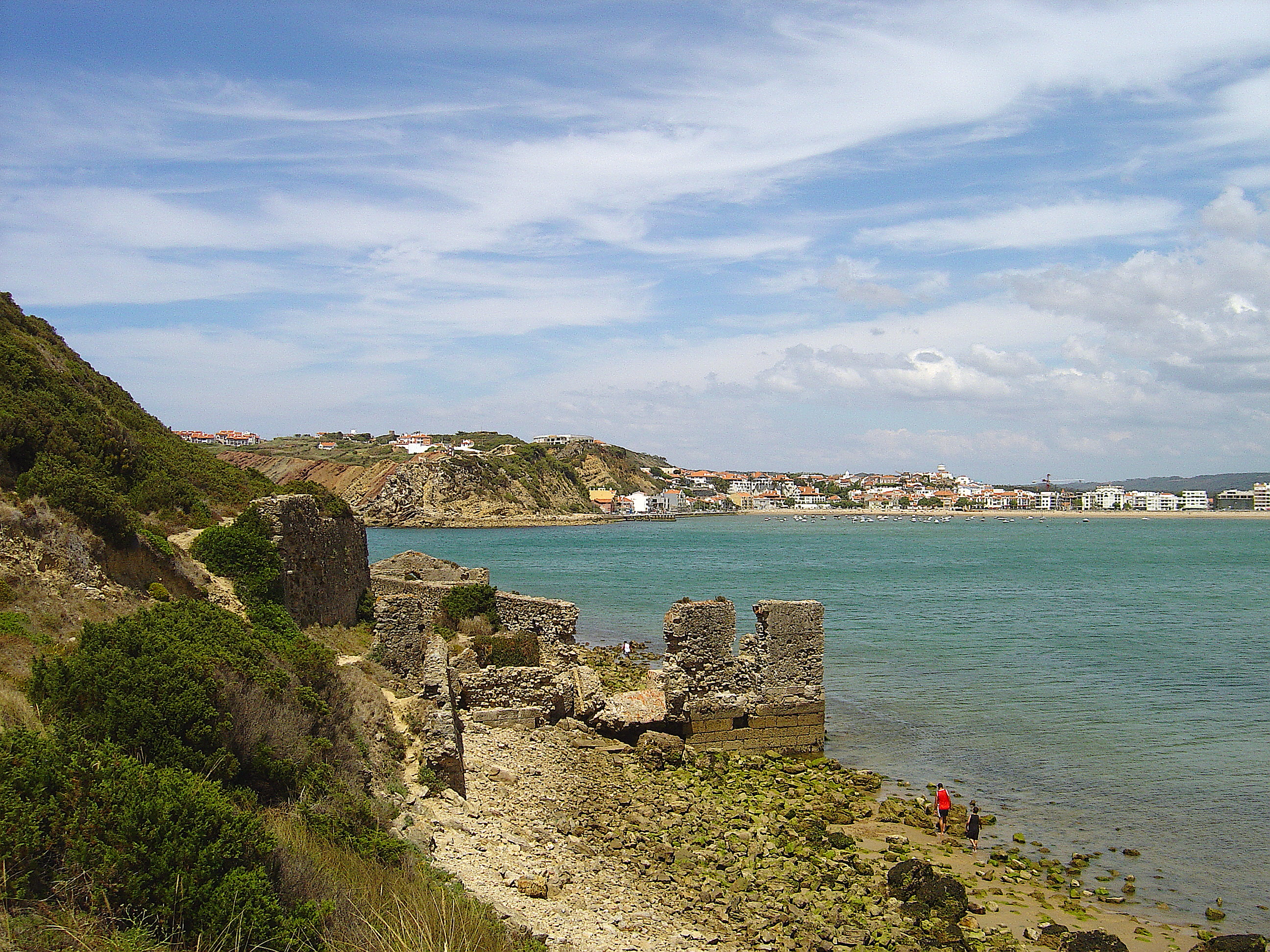
Le rovine di Alfândega

## Attività produttive
Caldas da Rainha basa la sua economia sul turismo, l'agricoltura e sul fatto di essere il centro di maggior importanza per la produzione di ceramiche nel Portogallo.
È sede del Centro Professionale di Formazione Industriale della Ceramica e dell'Istituto degli Studi Universitari Europei.

## Società

### Evoluzione demografica
| Popolazione di Caldas da Rainha (1801 – 2004) | Popolazione di Caldas da Rainha (1801 – 2004) | Popolazione di Caldas da Rainha (1801 – 2004) | Popolazione di Caldas da Rainha (1801 – 2004) | Popolazione di Caldas da Rainha (1801 – 2004) | Popolazione di Caldas da Rainha (1801 – 2004) | Popolazione di Caldas da Rainha (1801 – 2004) | Popolazione di Caldas da Rainha (1801 – 2004) | Popolazione di Caldas da Rainha (1801 – 2004) |
| --------------------------------------------- | --------------------------------------------- | --------------------------------------------- | --------------------------------------------- | --------------------------------------------- | --------------------------------------------- | --------------------------------------------- | --------------------------------------------- | --------------------------------------------- |
| 1801                                          | 1849                                          | 1900                                          | 1930                                          | 1960                                          | 1981                                          | 1991                                          | 2001                                          | 2004                                          |
| 1470                                          | 8486                                          | 20971                                         | 29207                                         | 37430                                         | 41018                                         | 43205                                         | 48846                                         | 51403                                         |

## Freguesias
- A-dos-Francos
- Alvorninha
- Carvalhal Benfeito
- Coto
- Foz do Arelho
- Landal
- Nadadouro
- Nossa Senhora do Pópulo (Caldas da Rainha)
- Salir de Matos
- Salir do Porto
- Santa Catarina
- Santo Onofre (Caldas da Rainha)
- São Gregório
- Serra do Bouro
- Tornada
- Vidais